# 李大庄水库
李大庄水库位于中国云南省宾川县大营镇的和尚庄，原名“大瑶庄水库”，始建于1958年，1969年洪水溃坝后，于1981年10月动工改造，1984年10月竣工，是联合国世界粮食计划署援助彩凤华侨农场难民（多数为1979年中越战争流亡回国的华人）投资改建，又称“2572二号工程”。水库坝高16.5米，总库容131万立方米，死库容8.8万立方米，有效灌溉面积2000亩。